# Juan de Morales
Juan de Morales (Corona de Castilla, ¿? - Jaén, inicios de 1357) fue un religioso castellano. Era chantre de la catedral de Córdoba, cuando fue nombrado obispo de Badajoz, en 1329 hasta su traslado a Jaén, en 1335 donde falleció a inicios de 1357.

## Episcopado

### Obispo de Badajoz
Era chantre de la catedral de Córdoba, cuando el 23 de octubre de 1329 el papa Juan XXII lo nombró obispo de Badajoz; diócesis que ocupó durante 7 años.

### Obispo de Jaén
El papa Benedicto XII confirmó su traslado a la diócesis de Jaén el 19 de enero de 1235. En realidad fue una permuta, pues con la misma fecha el obispo de Jaén, Fernando Ramírez de Agreda recibió su traslado a la diócesis extremeña.
En esta sede falleció a inicios de 1357.